# Hebreos 5

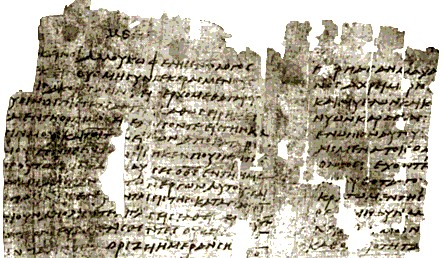
Epístola a los Hebreos 2:14-5:5; 10:8-22; 10:29-11:13; 11:28-12:17 en Papiro 13 (225-250 d.C.).

Hebreos 5 es el quinto capítulo de la Epístola a los Hebreos del Nuevo Testamento de la Biblia cristiana . El autor es anónimo, aunque la referencia interna a «nuestro hermano Timoteo» (Hebreos 13:23) provoca una atribución tradicional a Pablo, pero esta atribución se discute desde el siglo II y no hay pruebas decisivas de la autoría. Este capítulo contiene la exposición sobre Cristo misericordioso y los Sumos Sacerdotes, seguida de una exhortación para desafiar a los lectores más allá del catecismo elemental.

## Texto
El texto original fue escrito en griego koiné. Este capítulo está dividido en 14 Versículos.

### Testigos textuales
Algunos manuscritos antiguos que contienen el texto de este capítulo son:
- Papiro 46 (175-225; completo)[5]
- Papiro 13 (225-250; Versículo 1-5 existente)[5]
- Códice Vaticano (325-350)
- Codex Sinaiticus (330-360)
- Codex Alexandrinus (400-440)
- Codex Ephraemi Rescriptus (~450; completo)
- Codex Freerianus (~450; existen los versículos 5-7)
- Codex Claromontanus (~550)